# Estatua de Winston Churchill (Parliament Square)
La estatua de Winston Churchill es una escultura en bronce ubicada en Parliament Square, frente al Palacio de Westminster (Londres), creación de Ivor Roberts-Jones para homenajear la figura del que fuera primer ministro del Reino Unido Winston Churchill.

## Descripción
La estatua mide 3,7 metros de altura y es de bronce. Fue esculpida por Ivor Roberts-Jones y se encuentra en el jardín principal de Parliament Square, frente al Palacio de Westminster. Se dice que el artista Kyffin Williams, amigo de Roberts-Jones, actuó como modelo de Churchill.
La estatua muestra a Winston Churchill de pie, con la mano apoyada en su bastón y vistiendo un gabán militar. Su pose se basa en una conocida fotografía de Churchill inspeccionando el hemiciclo de la Cámara de los Comunes tras su destrucción por los bombardeos de la noche del 10 al 11 de mayo de 1941. El zócalo tiene 2,4 metros de altura y lleva inscrito "Churchill" en grandes letras mayúsculas. En la década de 1970 se rechazó una propuesta de insertar alfileres que sobresalieran de la cabeza de la estatua, para evitar que las aves silvestres se posaran en ella.
Durante el proceso de desarrollo de la estatua, el comité que lo organizaba temía que se pareciera "demasiado" al líder fascista italiano Benito Mussolini. Aunque la cabeza estaba todavía en yeso, un informe sobre ella afirmaba que "por el momento la cabeza se parece sin duda a Churchill, pero quizás no es del todo adecuada a él en la cúspide de su carrera. Las mejillas, los ojos, la frente y la parte superior de la cabeza deben mejorarse. Le dije al Sr. Roberts-Jones que por encima de los ojos me parecía estar viendo a Mussolini". Roberts-Jones accedió a modificar la escultura para reducir la cúpula de la cabeza con el fin de bajar la frente.

## Historia
En la década de 1950, David Eccles, entonces Ministro de Obras, mostró a Churchill los planes para la remodelación de Parliament Square. Churchill dibujó un círculo en la esquina noreste y declaró: "La estatua que finalmente se instaló fue sugerida por primera vez por John Tilney, diputado por Liverpool Wavertree, en una pregunta parlamentaria en 1968. Las estimaciones iniciales de los patrocinadores del llamamiento a la estatua de Winston Churchill situaban el coste de la estatua en 30 000 libras. Los patrocinadores del llamamiento incluían a Edward Heath, Lord Mountbatten, Lord Portal y la Baronesa Elliot. La suma de 32 000 libras fue recaudada por 4 500 personas que figuran en un libro que se depositó en la biblioteca de Chartwell el 30 de noviembre de 1973, día del cumpleaños de Churchill. La estatua fue fundida por la Meridian Foundry de Peckham Rye (Londres).
La estatua fue inaugurada el 1 de noviembre de 1973 por Clementine, baronesa Spencer-Churchill, viuda de Winston Churchill. La reina Isabel II del Reino Unido se negó a inaugurar la estatua ella misma, indicando que consideraba correcto que Lady Spencer-Churchill lo hiciera, aunque la reina asistió a la ceremonia, y pronunció un discurso en el que mencionó que Churchill había rechazado un ducado porque quería pasar los años que le quedaban en la Cámara de los Comunes. La estatua estaba cubierta por banderas de la Unión, que se retiraron al tirar de una cuerda. Entre los asistentes a la inauguración se encontraban la Reina Madre, miembros de la familia Churchill de cuatro generaciones, Edward Heath (entonces primer ministro) y cuatro ex premiers. La banda de los Royal Marines tocó varias de las piezas musicales favoritas de Churchill.
En 2008, la estatua fue declarada de monumento de grado II.
Una animación de la estatua se incluye en el cortometraje Happy and Glorious, realizado para la ceremonia de apertura de los Juegos Olímpicos de Londres 2012 y mostrado en ella.
La estatua ha sido desfigurada en varias ocasiones durante las protestas celebradas en Parliament Square. En el año 2000, durante la protesta del Primero de Mayo, la estatua fue rociada con pintura roja para dar la apariencia de que goteaba sangre de su boca y se colocó una tira de césped en la parte superior de la cabeza, dando la apariencia de un peinado mohicano o punk rocker. En junio de 2020, durante las protestas de George Floyd, los manifestantes rociaron grafitis en ella durante dos días sucesivos, incluyendo, tras la inscripción "Churchill", las palabras "era un racista". Como resultado, la estatua fue cubierta temporalmente para preservarla de nuevos actos de vandalismo. Varias estatuas de todo el país, incluida la de Churchill, se convirtieron en parte de un debate sobre si debían permanecer expuestas al público o no y, en caso afirmativo, en qué condiciones. En octubre de 2020, Benjamin Clark fue multado con 200 libras esterlinas y se le ordenó el pago de una indemnización de 1 200 libras esterlinas por el vandalismo.

## Réplicas y estatuas relacionadas
En 1999 se inauguró una réplica de la estatua en la Plaza de Winston Churchill de Praga (República Checa), frente a la Universidad de Economía, en la zona de Žižkov. Una réplica de fibra de vidrio se encuentra en el campus de la Universidad Nacional Australiana en Canberra (Australia). Fue llevada a Australia en 1975, colocada en el patio-jardín de la Churchill House en 1985 y trasladada a su actual ubicación en Acton en algún momento después de 1992.
También hay variantes de la estatua de Churchill en el "barrio inglés" de Oslo (Noruega) y en la plaza británica de Nueva Orleans (Estados Unidos). Al igual que la estatua de la plaza del Parlamento, las de Praga, Oslo y Nueva Orleans fueron fundidas en Londres por la fundición Meridian.
|                               |
| Estatua de Churchill en Praga |

|                     |
| Estatua en Canberra |

|                             |
| La estatua en Nueva Orleans |